# Empoasca bulbosa
Empoasca bulbosa är en insektsart som beskrevs av Irena Dworakowska 1994. Empoasca bulbosa ingår i släktet Empoasca och familjen dvärgstritar. Inga underarter finns listade i Catalogue of Life.